# Colombiaanse Burgeroorlog
De Colombiaanse Burgeroorlog begon halverwege de jaren zestig en is een conflict tussen de regering van Colombia, paramilitaire groeperingen, misdaadsyndicaten en communistische guerrilla's zoals de Revolutionaire Strijdkrachten van Colombia (FARC) en het Nationaal Bevrijdingsleger (Colombia) (ELN).

## Partijen
- Colombiaanse overheid, politie en militairen.
- linksgeoriënteerde guerrillagroepen:
  - Fuerzas Armadas Revolucionarias de Colombia – Ejército del Pueblo (FARC)
  - Ejército de Liberación Nacional (ELN)
  - Movimiento 19 de Abril (M-19)
  - Movimiento Obrero Estudiantil Campesino (MOEC)
  - Movimiento Armado Quintin Lame (MAQL)
  - Ernesto Rojas Commandos (ERC)
  - Ejército Revolucionario Guevarista (ERG)
  - Partido Revolucionario de los Trabajadores de Colombia (PRT)
- rechtse paramilitaire groeperingen:
  - Autodefensas Unidas de Colombia (AUC)
  - Alianza Americana Anticomunista (AAA)
  - CONVIVIR
  - Autodefensas Campesinas de Córdoba y Urabá (ACCU)
  - Black Eagles
  - Los Rastrojos
  - Libertadores del Vichada
  - Bloque Meta
  - ERPAC
  - Clan del Golfo
  - Oficina de Envigado
- Drugsmaffia

## Slachtoffers
In de Colombiaanse Burgeroorlog stierven sinds 1964 ongeveer 200.000 mensen. Aan beide kanten van het conflict worden bewegingen gefinancierd door ontvoeringen en drugshandel. Vooral de extreemrechtse paramilitaire organisatie AUC en de marxistische rebellenbeweging FARC zijn hier berucht om.
Tussen 2006 en 2009 werden naar schatting meer dan 6.400 onschuldige burgers extragerechtelijk vermoord door het Colombiaanse leger in wat later het schandaal van de falsos positivos genoemd zou worden, om de resultaten van militaire operaties kunstmatig te verbeteren.

## Rol van de VS
De Verenigde Staten zijn sinds het begin al hevig betrokken bij het conflict. Begin jaren zestig moedigde de Amerikaanse regering het Colombiaanse leger aan om linkse milities op het platteland van Colombia aan te vallen. Dit was onderdeel van de Amerikaanse strijd tegen het communisme.
De eerste paramilitaire groepen werden georganiseerd op advies van Amerikaanse militaire hulpverleners, die tijdens de Koude Oorlog naar Colombia waren gestuurd om linkse politieke activisten en gewapende guerrillagroepen te bestrijden.